# Dermanyssidae
Famille
Les Dermanyssidae   sont une famille d'acariens Mesostigmata. Elle contient cinq genres et une cinquantaine d'espèce.

## Classification
- Acanthonyssus Yunker & Radovsky, in Wenzel & Tipton 1966
- Dermanyssus Dugès, 1834 synonyme Allodermanyssus Ewing, 1923
  - Dermanyssus (Dermanyssus) Dugès, 1834
  - Dermanyssus (Microdermanyssus) Moss, 1967
- Draconyssus Yunker & Radovsky, in Wenzel & Tipton 1966
- Laelaspisella Marais & Loots, 1969
- Liponyssoides Hirst, 1913À

## Description
Les Dermanyssidae  sont - comme tous les acariens - des animaux minuscules, de taille inférieure à 10 mm.
À l'œil nu, leur corps est plus ou moins ovale, recouvert d'un tégument mou, laissant voir les organes internes, d'où des colorations variant selon la digestion. Les larves et nymphes, jamais encore nourries,  sont blanchâtres, l'adulte gorgé de sang est rouge vif, évoluant vers le « poivre et sel » après digestion. 
Les caractères distinctifs sont à observer au microscope (plaques tégumentaires, chélicères...).

## Habitat, modes de vie et alimentation
Ils sont microprédateurs et ectoparasites hématophages, inféodés aux oiseaux et aux rongeurs.
La spécificité d'hôte est variée selon les espèces. Les unes ne parasitent qu'un genre d'oiseaux sauvages, d'autres sont très généralistes, jusqu'à plus de neuf ordres d'oiseaux, sauvages ou domestiques.
Les chélicères des dermanyssidae sont en forme de gouttière tubulaire, proche du proboscis des moustiques. qui leur permet d'aspirer du sang complet.

## Impact économique
Les deux espèces principales, d'intérêt vétérinaire ou médical, sont Dermanyssus gallinae chez les oiseaux et Liponyssoides sanguineus chez les rongeurs domestiques.
Dermanyssus gallinae prolifère dans les élevages de volailles, partout dans le monde, et plus particulièrement dans les élevages de pondeuses en Europe. Une sous-espèce est associée aux pigeons en ville et peut, à l'occasion, infecter l'homme comme hôte de remplacement, lorsque les nids construits sur les bâtiments sont abandonnés en fin de reproduction. L'infestation humaine se traduit par une dermatite d'irritation locale,. 
Liponyssoides sanguineus est inféodé aux rongeurs domestiques. Ce pou de rongeur (House Mouse Mite en anglais) peut pulluler subitement dans les habitations après une opération de dératisation, et s'attaquer à l'homme comme espèce de remplacement. Il est alors susceptible de transmettre une rickettsiose bénigne, la rickettsiose vésiculeuse, due à Rickettsia akari  dont il  est le vecteur naturel et probablement le réservoir (par transmission transovarienne),.